# Orang pendek

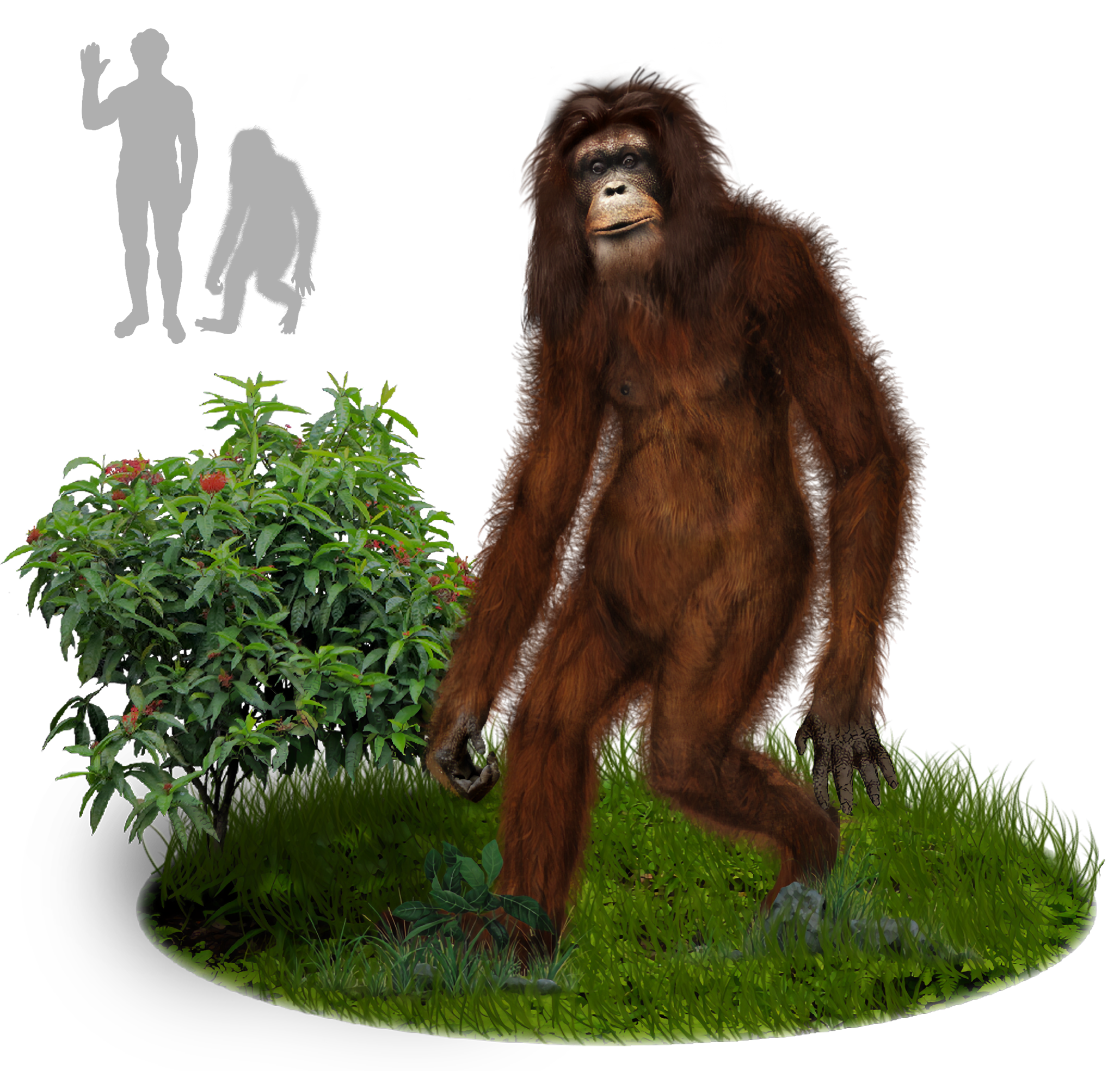
Vue d'artiste d'un Orang Pendek.

L'orang pendek (« petit homme » en malais , parfois aussi appelé orang letjo, sedapa, sedabo ou atu) est un cryptide anthropomorphe de petite taille, signalé dans la région du lac des Gunung Tujuh, dans l'ouest de la province de Jambi, dans l'île de Sumatra en Indonésie. Les Indonésiens qui croient en son existence, le jugent inoffensif et le respectent.
Les cryptozoologues pensent qu'il pourrait s'agir d'une espèce inconnue d'orang outan, de gibbon ou encore d'un hominien primitif ayant survécu jusqu'à nos jours. Son existence n'a jamais été prouvée scientifiquement, et les sceptiques pensent qu'il s'agirait d'un orang-outan, d'un siamang, d'un ours malais ou encore d'un ensemble de mythes liés aux caractéristiques physiques de ces trois animaux.

## Description
Les récits au sujet de l'orang pendek font état d'une créature bipède grimpant bien aux arbres, qui mesurerait entre 80 et 150 cm, bien que quelques témoignages parlent de créatures plus grandes (faisant environ 170 cm de haut) ou plus petites (faisant environ 30 cm de haut),. Le corps serait relativement robuste les bras seraient plus longs que ceux d'un Homme, mais plus courts que ceux d'un singe. Les jambes seraient courtes, les pieds seraient petits et larges.
Les orangs pendeks auraient un nez plat, aucun menton, ainsi que des arcades sourcilières et des canines bien développées. Les témoignages varient sur le pelage, notamment sur sa couleur (noir, gris foncé ou brun rougeâtre). Certains témoins évoquent des poils très longs, d’autres des poils très courts ; certains décrivent des poils très épais et denses, d’autres à l'inverse clairsemés et minces. Certains témoins mentionnent également une sorte de chevelure.
Toujours selon les témoins, les orangs pendeks seraient herbivores, craintifs, fuyant à l'approche des humains. Le Dr Néerlandais Edward Jacobson a affirmé qu'en 1915, à Sioelak Deras (Siulak Deras), plusieurs personnes lui auraient affirmé avoir vu un orang pendek manger la viande d'un rhinocéros de Sumatra tué dans un piège.

## Historique des références

### XIXesiècle
Marco Polo a affirmé que des hommes dotés de queues non couvertes de fourrure vivraient à Sumatra, dans les montagnes de la province de « Lambri » (peut-être en réalité la province de Jambi). En 1818, William Marsden, officier britannique de la compagnie des Indes orientales résident à Benkoelen a écrit dans une édition anglaise d'un ouvrage de Marco Polo, que les fables aux sujets d'hommes dotés de queues viendraient de l'existence dans les forêts à l'intérieur de l'Île de deux types de « natifs » : les premiers, appelés orang kubu (probablement le peuple Kubu), seraient nombreux dans les régions autour de Palembang et Jambi auraient leur propre langue et éviteraient tout contact avec les autres peuples ; les seconds appelés « orang gugu » seraient beaucoup moins nombreux et recouverts de longs poils. Marsden aurait déjà évoqué l'orang gugu en 1783. Certains auteurs ont avancé que les orangs gugus ne seraient que des orangs outans.
Grégoire Louis Domeny de Rienzi, dans le premier tome de son Océanie ou cinquième partie du monde, publié en 1836, affirme avoir vu sur la côte est de Sumatra des « gougons », recouverts de poils, et avec l'os frontal « très étroit et comprimé en arrière (...) Ils ne surpassent guère les singes en intelligence, mais enfin ils sont hommes ».

### XXesiècle
À partir de 1910, les divers récits au sujet de l'orang pendek  (aperçu notamment dans des plantations par des colons néerlandais) ont suscités l'intérêt du Dr Edward Jacobson, qui aborda la question en 1917 dans De Tropische Natuur. Durant la même période, l'ancien gouverneur de Sumatra, L. C. Westenenk (nl) réunit plusieurs témoignages au sujet de la créature.
En 1923, le prospecteur Néerlandais Van Herwaarden a raconté sa rencontre avec un orang-pendek. Il le décrit comme un bipède d'un peu plus d'un mètre (de un mètre à un mètre cinquante), avec une peau rose tirant sur le brun et couverte d'une fourrure rase sombre, et coiffé d'une longue crinière de poils tombant sur son dos. Le Néerlandais, armé d'un fusil, fut incapable de tirer tant la créature semblait humaine : « J'ai eu l'impression que j'allais commettre un meurtre ».
En 1932, des journalistes indonésiens écrivent qu'un dignitaire local, le Rajah de Rokan, aurait fait feu sur deux orangs pendeks et tué le plus petit. Il s'agissait d'un canular, le Rajah, bien qu'intéressé par le problème de l'orang pendek, n'étant pas impliqué dans l'évènement. Le spécimen naturalisé, mesurant 42 centimètres de haut était un jeune semnopithèque complètement rasé, avec la queue coupée, les os des pommettes écrasés et un morceau de bois introduit dans son nez pour le faire saillir.
En 1955, l'orang pendek est évoqué par le zoologue et écrivain franco-belge Bernard Heuvelmans dans son livre, Sur la Piste des Bêtes Ignorées . L'orang pendek devient progressivement objet de la cryptozoologie dont le statut de science ou de pseudo-science reste controversé.
En 1957, une agence internationale rapporta qu'un « hominidé primitif » ne sachant pas parler et marchant sur ses deux pattes arrière, d'un type connu par les « indigènes de la région » avait été capturé autour de Palembang. La prétendue créature aurait été une « femelle Sindaï ». Sanderson a noté que certains semnopithèques sont appelés " Simpaï " à Sumatra. La créature aurait été envoyée à Java mais son sort ultérieur n'est pas connu. Une révolte venait alors d'éclater dans la région de Palembang, et Heuvelmans pensait qu'il pouvait s'agir d'un canular, voire d'un signal pour les insurgés.
Depuis les années 1990, la créature s'est fait connaître, grâce aux travaux de Deborah Martyr, écrivain anglaise, ayant affirmé avoir rencontrée l'animal à quatre reprises, et ayant réalisé des moulages d'empreintes avec son équipe. Arrivée à Sumatra en 1989 avec l'intention d'écrire sur les attraits touristiques de l’île, et d'abord sceptique sur l'existence de la créature, elle finit par s'intéresser à la créature et à croire en son existence. En interrogeant les villageois, elle note que la croyance en l'existence de l'orang pendek n'est pas universelle parmi la population, et que la créature est presque inconnue dans certaines régions. Le photographe animalier Jeremy Holden, ayant photographié certains animaux rares de Sumatra a affirmé avoir vu un orang pendek. En 1997, lors de grands incendies de forêts qui frappèrent Sumatra, les témoignages au sujet de l'orang pendek se multiplièrent. Deborah Martyr affirma avoir obtenu deux photos de la créature prises de nuit par des appareils à déclenchement automatique. Cependant pour le mammalogiste Colin Groves, ces photos ne montrent qu'un gibbon.

## Interprétations

### Un orang outan
L'existence de l'orang pendek n'a jamais été prouvée scientifiquement. Aucune photographie de bonne qualité n'a été obtenue à ce jour, ce qui n'est pas le cas de beaucoup d'autres animaux rares présents dans la région. Les sceptiques[Qui ?] pensent que les témoignages au sujet de l'orang pendek peuvent être expliqués par des observations déficientes d'animaux déjà connus, ou encore d'un ensemble de mythes liés aux caractères physiques de plusieurs animaux.

Les deux espèces d'orangs outans présentes à Sumatra ne sont pas répertoriées dans la région des Gunung Tujuh. Certains rapports antérieurs à 1900 font état de deux crânes d'orangs outans venus de la région de Jambi, et d'un spécimen tué près de Palembang. Cependant, les orangs outans sont des animaux essentiellement arboricoles, leur démarche au sol est quadrupède, lente et maladroite, alors que les récits sur l'orang pendek font état d'un animal marchant debout et capable de courir rapidement. Les orangs outans sont roux, alors que de nombreux témoignages font état d'un pelage noir pour l'orang pendek. Certains témoins ayant affirmé avoir vu un orang pendek ont précisés que la créature en qu'ils auraient aperçu n'était pas un orang outan,.

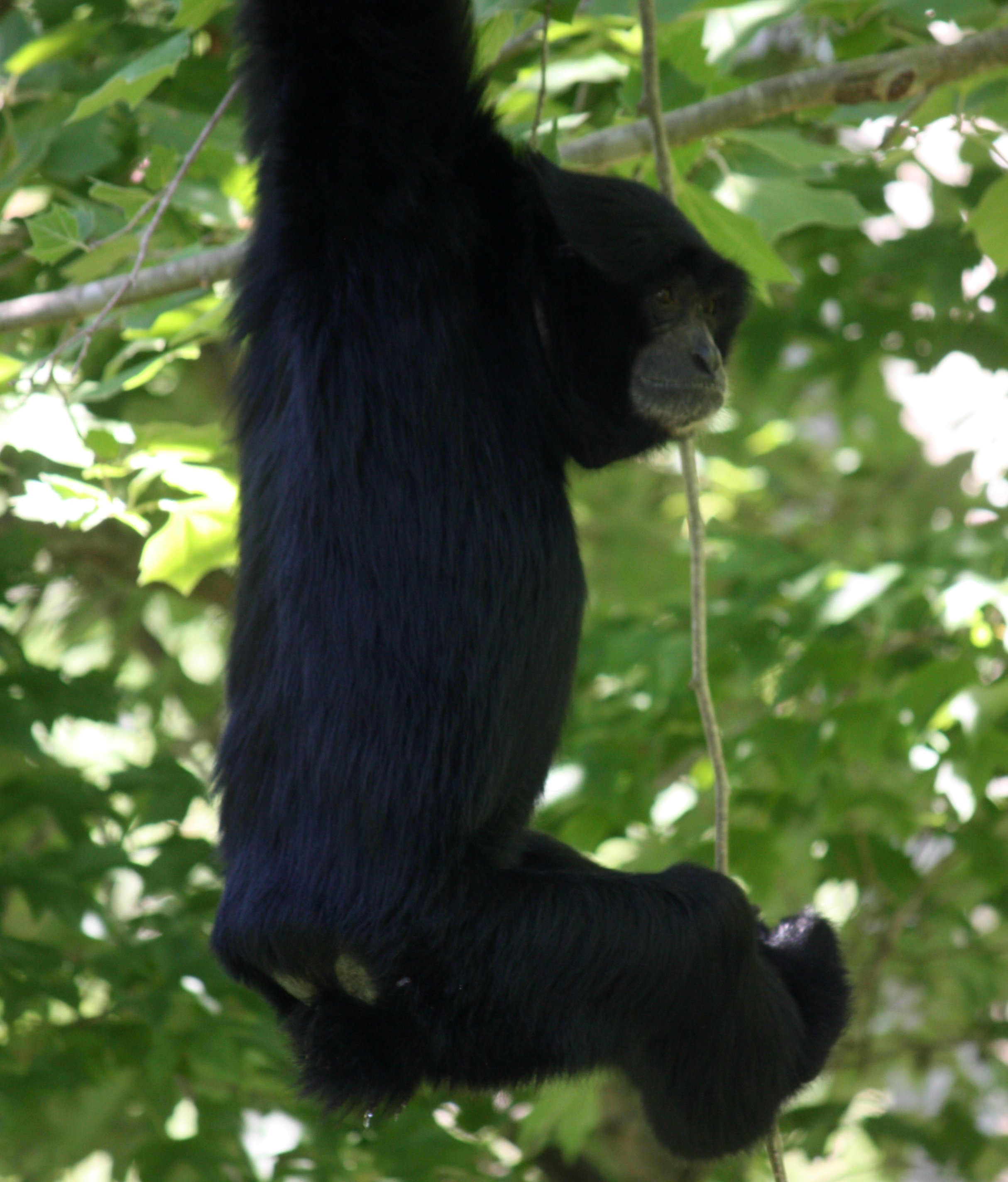
Siamang.

### Un siamang
Les siamangs sont présents dans la région du lac Gunung Tujuh. Bien qu'arboricoles, ils se déplacent lorsqu'ils sont au sol sur leurs deux pattes arrière en utilisant leurs longs bras pour s'équilibrer. Leur démarche est plus rapide au sol que celle des orangs outans. Leur pelage est noir, leurs jambes courtes tout comme l'orang pendek. Les siamangs mesurent généralement 70 à 90 cm de haut mais certains témoignages font état de siamangs âgés plus grands que la moyenne, ce qui pourrait expliquer certains témoignages sur l'orang pendek.[pas clair]. Certains témoins[Qui ?] ayant affirmé avoir vu un orang pendek ont affirmé que la créature qu'ils auraient aperçu n'était pas un siamang.

### Un ours malais
Les ours malais sont présents dans la province de Jambi, et autour du lac des Gunug Tujuh. Lorsqu'ils se dressent sur leurs deux pattes arrière, les ours malais peuvent mesurer un mètre et demi de haut, ont un pelage noir et des canines bien développées, tout comme l'orang pendek. Les pieds des ours malais sont semblables à ceux des humains, et leurs empreintes sont très semblables aux empreintes humaines lorsque les griffes ne sont pas bien visibles. Le cryptozoologue Ivan T. Sanderson qui enquêtât sur la créature, tout en exprimant quelques doutes concernant son existence, nota avoir lui-même été marqué par l'apparence très semblable à l'Homme que peuvent avoir les visages des ours malais observés au clair de lune, ainsi que par leur capacité à se dresser sur leurs pattes arrière. Si les ours peuvent se dresser sur leurs pattes arrière, ils ne peuvent cependant marcher longtemps dans cette position, alors que les témoignages font état d'un animal invariablement bipède,.

### Un primate inconnu
Les cryptozoologues penchant pour l'hypothèse d'une espèce inconnue de primate, ont avancé plusieurs hypothèses, sans pouvoir les prouver scientifiquement. Richard Freeman (en) a avancé que l'orang pendek pourrait être une espèce inconnue de grand singe (un orang outan ou un gibbon bipède) et non un hominien, du fait des longs bras, des courtes jambes, des épaules larges et du cou court rapporté par les témoins. Deborah Martyr a suggéré que certains primates auraient pu développer une forme de bipédie à la suite de la raréfaction des forêts après l'éruption du volcan Toba il y a environ 74 000 ans. Deborah Martyr a souligné, que si les ours et les siamangs sont répandus en divers endroits de l'île, les témoignages au sujet de l'orang pendek ne sont présents que dans la région de Jambi. Aucun témoignage ne provient du nord de l'île, ou les orangs outans sont présents.
Ivan Sanderson a suggéré que l'orang pendek serait un hominien primitif ou « proto-pygmée » ayant survécu jusqu'à nos jours. Cette théorie est réapparue à la suite de la découverte de l'homme de Florès en 2003.

### Restes attribués à l'orang pendek
Des empreintes ont été depuis les années 1910, attribuées à l'orang pendek, mais ces dernières ne sont pas toujours d'apparences identiques : certaines sont semblables à des empreintes humaines, plus petites et plus larges, d'autres très différentes avec un gros orteil opposé : il pourrait s'agir d'une empreinte d'une main d'orang outan au sol. Les empreintes d'ours malais peuvent rappeler des empreintes humaines lorsque les griffes ne sont pas bien visibles . En 2014, Des poils attribués à un orang pendek se sont révélés, à la suite d'une analyse ADN, provenir d'un tapir malais.